# Рахимгулова, Фаузия Абдулловна
Фаузия Абдулловна Рахимгу́лова (15 декабря 1921, д. Янурусово Стерлитамакского кантона БАССР, ныне Ишимбайский район — 21 октября 1996, Уфа, похоронена на родине) — башкирская писательница и поэтесса. Автор 26 поэтических сборников на башкирском и русском языках, среди них: «Мартовское солнце» («Март kояшы», 1959), «Почему засмеялась чашка?» (1968), «Не тревожьте мои думы» («Уйзарымды булэ курмэгез», 1973), «Пойте, птицы!» («hайрагыз, kоштарым!», 1986) и др.
Первая книга стихов «Близкий друг» («Яkын дус») вышла в 1947.
Известна больше как автор произведений (стихи, песни, рассказы) для детей. По словам известного писателя и ученого В. Ахмадеева,
невозможно представить башкирскую детскую литературу без произведений Рахимгуловой. Она хорошо знает жизнь и психологию детей,
поэтому детские стихи, песенки и рассказы, вышедшие из-под её пера, отличаются достоверностью, увлекательностью и простотой. Назар Наджми в эссе-обращении к Фаузии Рахимгуловой говорит, что им обоим не удалось вспыхнуть внезапно и гореть ярким пламенем, а пришлось мучительно долго, почти ощупью карабкаться по неизведанным тропам литературы.
Фаузия Рахимгулова, Катиба Киньябулатова, Рами Гарипов и Аниса Тагирова создавали журнал «Башкортостан кызы»

## Трудовая деятельность
В годы Великой Отечественной работала на Уфимском моторном заводе.
В 1945—1952 — учительница, завуч Ишеевской школы.
С 1953 — завотделом редакции журнала «Пионер» (сейчас «Аманат»).
В Караидельской Детской библиотеке Фаузия Абдулловна работала в 1955—1956 годах.

## Образование
Рано осиротев, воспитывалась в интернате.
В 1938—1941 училась в Башкирском пединституте им. К. А. Тимирязева (ныне Уфимский университет науки и технологий).
В 1965—1968 училась на Высших литературных курсах при Союзе писателей СССР в Москве.

## Награды
Заслуженный работник культуры БАССР (1982, Указ Президиума ВС Башкирской АССР от 21.01.1982 N 6-2/22 «О присвоении почетного звания „Заслуженный работник культуры Башкирской АССР“ Рахимгуловой Ф. А.»).

## Память
В деревне Кияуково есть улица её имени: ул. Фаузии Рахимгуловой
Проходят вечера памяти Рахимгуловой, творческие конкурсы 